# Illyriska provinserna
Illyriska provinserna (franska: Provinces illyriennes) formades efter freden i Schönbrunn 1809 och utgjorde en fransk provins vid Adriatiska havet. Namnet togs från det antika Illyricum som var en provins inom Romarriket.
Napoleon I slog samman de provinser han erövrat av Österrike och ställde dem direkt under Frankrike. De områden som ingick vid Adriatiska havet var Istrien, Dalmatien, Kroatien sydväst om floden Sava, staden Trieste, Krain, västra Slovenien, områdena kring städerna Gorizia och Gradisca, övre Kärnten, staden Dubrovnik och alla dess besittningar runt Kotorbukten.
En provinshuvudstad upprättades i Ljubljana (tyska: Laibach) och 1811 beräknade man att provinsen hade 1 504 258 invånare.
År 1813 förklarade Österrike krig mot Frankrike igen och återerövrade provinserna. Kotorbukten hade dock erövrats av Montenegro samma år men montenegrinerna var senare tvungna att avträda landområdet till Österrike. Vid Wienkongressen 1815 beslutades formellt att provinserna från 1816 skulle återgå från Frankrike till Österrike. Därefter skapades kungariket Illyrien i Österrike.